# Slunce Moskvy
Slunce Moskvy (rusky Солнце Москвы) je ruské kolo v Moskvě. S výškou 140 metrů je největší v Evropě.
Dne 10. září 2022 ho slavnostně otevřel ruský prezident Vladimir Putin. Ještě téhož dne začalo mít provozní potíže, následujícího dne přestalo fungovat úplně. „Slunce Moskvy funguje s omezeními. Toto opatření zabrání masovému přílivu zákazníků a přispívá k bezpečnějšímu a pohodlnějšímu přijetí hostů,“ vysvětlil provozovatel na oficiálním webu atrakce.
Slavnostní otevření se přitom konalo v den, kdy se ruské jednotky během invaze na Ukrajinu začaly urychleně stahovat z okupovaných území Charkovské oblasti v reakci na protiofenzívu ukrajinské armády. Za pompézní oslavy v době, kdy Rusko ztrácí strategicky významné pozice na Ukrajině a ruským vojákům na frontě chybí důležité vybavení a léky, Putina kritizovali i prorusky orientovaní blogeři.